# Attila Kálnoki Kis
Attila Kálnoki Kis (30 ottobre 1965) è un ex pentatleta ungherese.

## Palmarès
In carriera ha conseguito i seguenti risultati:
- Mondiali:

Budapest 1989: oro nel pentathlon moderno staffetta a squadre.
Lahti 1990: argento nel pentathlon moderno staffetta a squadre.
San Antonio 1991: oro nel pentathlon moderno staffetta a squadre.
Darmstadt 1993: oro nel pentathlon moderno staffetta a squadre.
Sheffield 1994: oro nel pentathlon moderno staffetta a squadre.
Basilea 1995: oro nel pentathlon moderno a squadre.
- Europei

Roma 1991: oro nel pentathlon moderno a squadre e staffetta a squadre.
San Benedetto del Tronto 1995: oro nel pentathlon moderno a squadre e bronzo individuale.